# Othreis pyrocrana
Othreis pyrocrana är en fjärilsart som beskrevs av Turner 1908. Othreis pyrocrana ingår i släktet Othreis och familjen nattflyn. Inga underarter finns listade i Catalogue of Life.